# Lupinus soratensis
Lupinus soratensis är en ärtväxtart som beskrevs av Henry Hurd Rusby. Lupinus soratensis ingår i släktet lupiner, och familjen ärtväxter. Inga underarter finns listade i Catalogue of Life.